# Esquí de fons als Jocs Olímpics d'hivern de 1964
Als Jocs Olímpics d'Hivern de 1964 celebrats a la ciutat d'Innsbruck (Àustria) es disputaren set proves d'esquí de fons, quatre en categoria masculina i tres en categoria femenina. En aquesta edició debutà la prova de 5 quilòmetres en categoria femenina.
Les proves es realitzaren entre els dies 30 de gener i 8 de febrer de 1964 a les instal·lacions esportives d'Innsbruck. Hi participaren un total de 151 esquiadors, entre ells 113 homes i 38 dones, de 24 comitès nacionals diferents.

## Resum de medalles

### Categoria masculina
| Prova                   | Or                                                                        | Argent                                                                   | Bronze                                                                            |
| 15 km detalls           | Eero Mäntyranta                                                           | Harald Grønningen                                                        | Sixten Jernberg                                                                   |
| 30 km detalls           | Eero Mäntyranta                                                           | Harald Grønningen                                                        | Igor Voronchikhin                                                                 |
| 50 km detalls           | Sixten Jernberg                                                           | Assar Rönnlund                                                           | Arto Tiainen                                                                      |
| 4x10 km relleus detalls | SuèciaKarl-Åke Asph · Sixten Jernberg · Janne Stefansson · Assar Rönnlund | FinlàndiaVäinö Huhtala · Arto Tiainen · Kalevi Laurila · Eero Mäntyranta | Unió SovièticaIvan Utrobin · Guennadi Vagànov · Igor Voronchikhin · Pàvel Koltxin |

### Categoria femenina
| Prova                  | Or                                                                      | Argent                                                        | Bronze                                                |
| 5 km detalls           | Klàvdia Boiàrskikh                                                      | Mirja Lehtonen                                                | Alevtina Kóltxina                                     |
| 10 km detalls          | Klàvdia Boiàrskikh                                                      | Ievdokia Mekxilo                                              | Maria Gussakova                                       |
| 3x5 km relleus detalls | Unió SovièticaAlevtina Kóltxina · Ievdokia Mekxilo · Klàvdia Boiàrskikh | SuèciaBarbro Martinsson · Britt Strandberg · Toini Gustafsson | FinlàndiaSenja Pusula · Toini Pöysti · Mirja Lehtonen |

## Medaller
| Posició | País           | Or | Argent | Bronze | Total |
| 1       | Unió Soviètica | 3  | 1      | 4      | 8     |
| 2       | Finlàndia      | 2  | 2      | 2      | 6     |
| 3       | Suècia         | 2  | 2      | 1      | 5     |
| 4       | Noruega        | 0  | 2      | 0      | 2     |
|         |                |    |        |        |       |
| Total   | Total          | 7  | 7      | 7      | 21    |